# شهرستان خودمختار
شهرستان‌های خودمختار (انگلیسی: Autonomous county) یکی از تقسیم‌بندی‌های خودمختار در تقسیمات اداری مناطق خودمختار چین هستند.
در مجموع ۱۱۷ شهرستان و ۳ banner خودمختار در چین وجود دارد.